# Старигіно (Завразьке сільське поселення)
Стари́гіно (рос. Старыгино) — присілок у складі Нікольського району Вологодської області, Росія. Входить до складу Завразького сільського поселення.

## Населення
Населення — 40 осіб (2010; 68 у 2002).
Національний склад (станом на 2002 рік):
- росіяни — 100 %